# Achleiten (Gemeinde Freinberg)
Achleiten ist ein Ort an der Donau im Innkreis in Oberösterreich, und gehört zur Gemeinde Freinberg im Bezirk Schärding. Bekannt ist er durch den Grenzübergang zu Deutschland und den Flusspegel der Donau.

## Geographie
Der Weiler liegt etwa 3½ Kilometer östlich von Passau, auf um die 370 m ü. A. Höhe auf dem Randrücken des Sauwalds, der hier die erste Donauschlinge nach Passau bildet, 80 Meter oberhalb des Flusses. 
Der Ort umfasst nur 3 Adressen und gehört zur Ortschaft und Katastralgemeinde Hinding.
Flussaufwärts von Aschau gehören beide Donauufer zu Bayern. Ab dort verläuft die Staatsgrenze über den Grenzstein Nr. 1 der Republik Österreich auf der kleinen Felseninsel Kräutelstein zur Flussmitte, bevor erst beim Jochenstein 20 km flussabwärts beide Ufer österreichisch sind. Damit ist Achleiten der nordwestlichste Ort Österreichs südlich der Donau, und derjenige, bei dem die Donau Österreich erreicht.
Unten an der Donau verläuft die Nibelungenstraße (B 130), nördlich liegt mit der Soldatenau eine weitere Insel in der Donau.
Nachbarorte
| Högl (Stt. Grubweg, Passau, BY, DE)         | Zieglreuth (Stt. Grubweg, Passau, BY, DE) Donau |      |
| Lindau (Stt. Grubweg, Passau, BY, DE) Donau | Kompassrose, die auf Nachbargemeinden zeigt     | Parz |
| Haibach (Stt. Innstadt, Passau, BY, DE)     | Edt                                             |      |

### Grenzübergang Passau–Achleiten

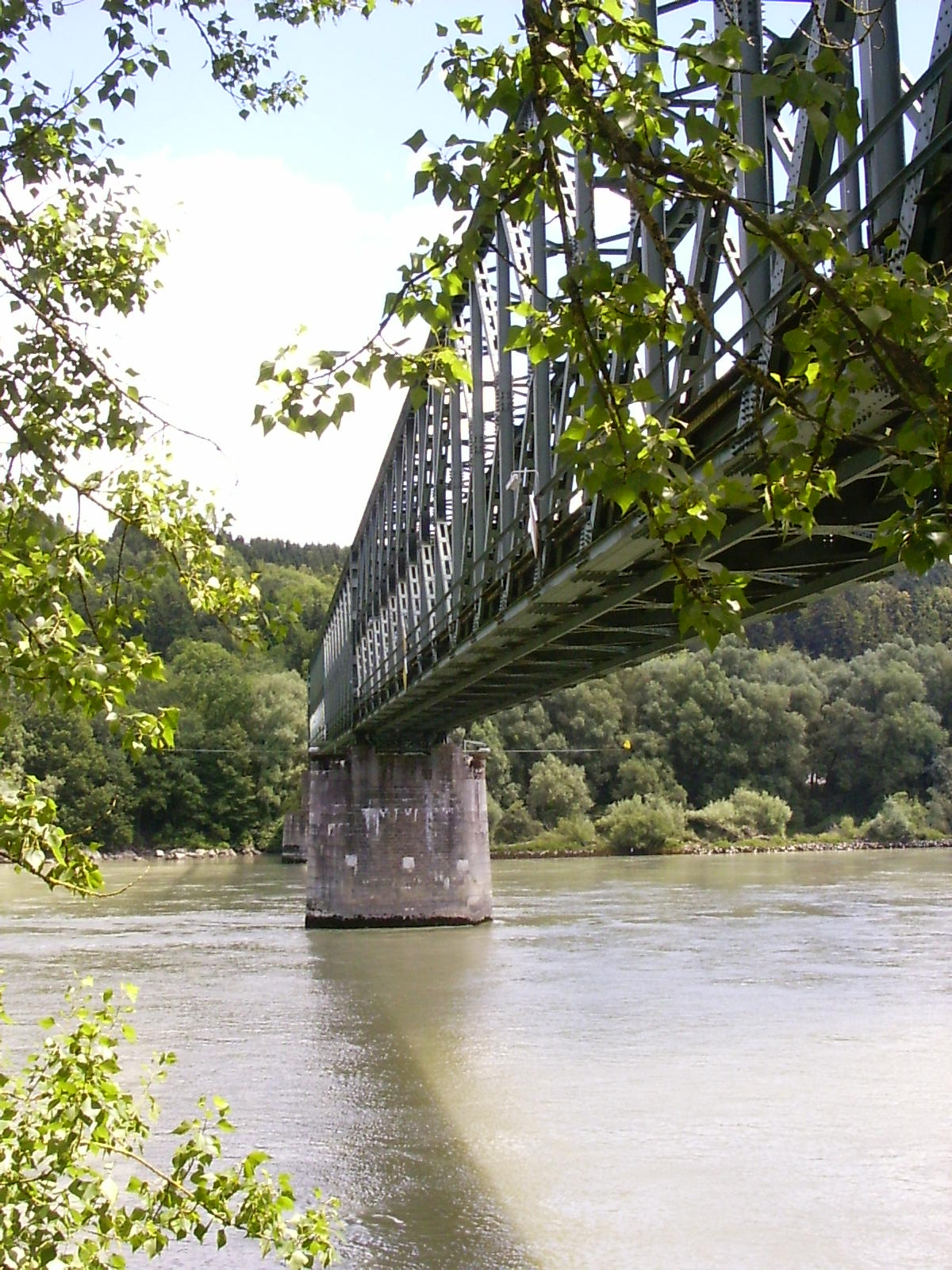
Die Kräutelsteinbrücke (erbaut 1900–1903)

Unterhalb des Orts an der Donau liegt, direkt östlich der Kräutelsteinbrücke, der Eisenbahnbrücke der seit dem 31. Januar 2001 stillgelegten Bahnstrecke Passau-Voglau–Hauzenberg, der Grenzübergang Passau–Achleiten zwischen Österreich und Deutschland. Er ist der Straßenübergang von der B 130 Nibelungenstraße zur St 2125 Regensburg – Passau.
Der Kleine Grenzverkehr umfasste das ganze Gebiet bis Hanging-Wegscheid bei Kollerschlag im Mühlviertel, und bis Neuhaus-Schärding am Inn.
1970 wurde gemäß dem Abkommen zwischen Österreich und Deutschland über Erleichterungen der Grenzabfertigung im Eisenbahn-, Straßen- und Schiffsverkehr am Zollamt auf österreichischem Gebiet eine vorgeschobene deutsche Grenzdienststelle errichtet.

1978 ereigneten sich hier die Zöllnermorde von Achleiten.
Per 1. Dezember 1997 wurden mit dem Schengen-Abkommen die Grenzkontrollen eingestellt. 
Später wurde die Grenzstation durch eine Tankstelle ersetzt. Diese ist (Stand 2011) besonders wegen des Tanktourismus durch die damals niedrigeren Treibstoffpreise in Österreich für die Verkehrsbelastung des Passauer Stadtteils Innstadt relevant, weswegen Varianten einer neuen Straßenbrücke donauabwärts der Stadt Passau diskutiert wurden.
Im Zuge der Flüchtlingskrise in Deutschland 2015 reisten tausende Menschen über den Grenzübergang nach Deutschland ein. Die österreichische Bundesregierung Faymann II ließ sie mit Bussen bis an die Grenze bringen.

### Pegel Achleiten/Donau
Hier bei Achleiten, Höhe Zollstation bei Flusskilometer 2.223,05 österreichischerseits beziehungsweise Flusskilometer 2.223,10 bayerischerseits, liegt der Pegel, der den Wasserstand der Donau bei Eintritt nach Österreich misst. Er ist auch der erste Pegel, der die Wasserführung von Donau und Inn gemeinsam misst: Passau misst 2 Pegel, einen für die Donau (Passau Ilzstadt/Donau), einen für den Inn (Passau Ingling/Inn).
Der Pegel wurde 1947 eingerichtet, Normhöhe ist 288,04 m ü. A. beziehungsweise 287,7 m ü. NN. Seit 1955 liegt er aber im Einflussbereich des Stausees Jochenstein, zeigt also nur Hochwasserwellen an.
Für die Österreichische Hydrographie viel wichtiger ist deshalb der Punkt Jochenstein (entspricht Pegel Engelhartszell unterhalb), wo auch zwei der großen Flussgebiete Österreichs geschieden werden, Donau unterhalb Jochenstein (DUJ) für den Lauf der Donau und Donau bis Jochenstein (DBJ) für Inn und Salzach und die Oberläufe weiterer Flüsse zur Donau in Nordtirol und Vorarlberg. Die wenigen Sauwaldbäche zur Donau zwischen Passau und Jochenstein werden also zum zweiteren gerechnet. Am Pegel Achleiten beträgt das Einzugsgebiet der Donau etwa 76.655 km2, für Donau bis Jochenstein etwa 77.085 km2.